# Śródmieście
Śródmieście är ett distrikt i centrala Warszawa. Śródmieście har 134 306 invånare. I distriktet ligger Den allraheligaste Frälsarens kyrka.